# CEREAL
『CEREAL』（シリアル）はSAICOの1stオリジナル・アルバム。2005年7月27日にDEAD GIRLSよりリリースされた。

## 解説
1999年の活動停止から5年ぶりに本格的活動再開。SAICO名義第一弾。レコードレーベルはSORROW、TRIOL等所属するDEAD GIRLS。

## 収録曲
1. VALENTINE
  - 作詞・作曲・編曲：TAKASHI NUMAKURA
2. MOTHER
  - 作詞・作曲：SAICO　編曲：TAKESHI GONDA
3. HOLD ME
  - 作詞：SAICO　作曲・編曲：TAKASHI NUMAKURA
4. CEREAL
  - 作詞・作曲：TAKASHI NUMAKURA
  - 編曲：TAKASHI OTSUKI・SHINICHI ONO・SUSUMU SAKAMAKI・MINZOKU ABEKAWA
5. NO RUN
  - 作詞：SAICO　作曲：LYOKI
6. RHYTHM
  - 作詞・作曲：YOHEI OHMORI
  - 編曲：YUSUKE OHNISHI
7. BEST DAYS
  - 作詞・作曲・編曲：TAKASHI NUMAKURA
8. MELODY
  - 作詞・作曲・編曲：TAKASHI NUMAKURA
9. SMOKE
  - 作詞：SAICO　作曲：YOHEI OHMORI
  - 編曲：TAKESHI GONDA
10. ATO-SUKOSHI
  - 作詞：SAICO　作曲・編曲：YUSUKE OHNISHI
11. COLOR
  - 作詞：SAICO　作曲：YOHEI OHMORI